# آیلین کالینز
آیلین ماری کالینز (به انگلیسی: Eileen Collins) (متولد ۱۹۵۶ نیویورک) فضانورد و فرمانده فضاپیمای ناسا است.
کالینز سرهنگ بازنشسته نیروی هوایی ایالات متحده آمریکا است.
وی دارای دو مدرک کارشناسی ارشد از دانشگاه استنفورد و دانشگاه وبستر و نیز درجه کارشناسی از دانشگاه سیراکیوز می‌باشد.
خانم کالینز فرمانده ماموریت‌های STS-93 و STS-109 و STS-114 بود.